# Хард, Дарлин
Дарлин Хард (англ. Darlene Hard; 6 января 1936, Лос-Анджелес — 2 декабря 2021, там же) — американская теннисистка-любительница.
- Победительница трёх турниров Большого шлема в одиночном разряде
- Победительница 18 турниров Большого шлема в женском и смешанном парном разряде
- Победительница Кубка Федерации (1963) в составе сборной США
- Вторая ракетка мира среди женщин (1961, 1962), четырёхкратная первая ракетка США (1960—1963)
- Член Международного зала теннисной славы с 1973 года

## Биография
Дарлин Хард выросла в пригороде Лос-Анджелеса Монтебелло, где её мать Рут впервые познакомила её с теннисом. После окончания школы Дарлин поступила в колледж в надежде стать педиатром. Выступая за сборную Помона-колледжа, участвовала в первом межвузовском чемпионате США и завоевала чемпионское звание. Однако спортивные успехи помешали медицинской карьере: в 18 лет Хард уже стала четвертьфиналисткой чемпионата США по теннису, а в 19 — полуфиналисткой Уимблдонского турнира. Она входила в число десяти сильнейших теннисисток США на протяжении десяти лет подряд — с 1954 по 1963 год, а с 1960 по 1963 год возглавляла внутренний американский рейтинг по итогам года. Хотя ей ни разу не удалось возглавить рейтинг сильнейших теннисисток мира, составляемый газетой Daily Telegraph, она дважды (в 1960 и 1961 годах) занимала в нём второе место, а в десятку сильнейших входила девять раз.
Исповедовавшая атакующий стиль игры Хард — мастер подачи и выхода к сетке — не только дважды выигрывала чемпионат США, проводившийся в те годы на травяных кортах, но и стала победительницей чемпионата Франции на медленных грунтовых кортах. На Уимблдонском турнире она дважды — в 1957 и 1959 годах — выходила в финал, но выиграть этот турнир в одиночном разряде ей так и не удалось.
В парах Хард достигла ещё более внушительных успехов, выиграв турниры Большого шлема в женском парном разряде в общей сложности 13 раз. Она трижды побеждала во Франции с двумя разными партнёршами, а на Уимблдоне четырежды с тремя разными партнёршами. Чемпионат США в женских парах она выигрывала пять раз подряд с 1958 по 1962 год, а в 1969 году, после шестилетнего перерыва в выступлениях, в последний момент согласилась составить пару с француженкой Франсуазой Дюрр. Американо-французская пара дошла до финала, где встретилась с другим интернациональным тандемом — Маргарет Смит и Вирджинией Уэйд. Поначалу казалось, что Хард истощена и не может продолжать игру — они с Дюрр проиграли восемь геймов подряд. Однако затем игра у них пошла, и они победили с общим счётом 0-6, 6-4, 6-4. К тринадцати титулам на турнирах Большого шлема в женских парах Хард добавила за карьеру ещё пять в миксте — два во Франции и три на Уимблдоне. Единственный турнир Большого шлема, на котором она не завоевала ни одного титула, — чемпионат Австралии, где она выступала только один раз, дойдя до финала в женских и смешанных парах и проиграв в четвертьфинале в одиночном разряде.
Ещё одним достижением Хард была победа в первом розыгрыше Кубка Федерации, где она выступала с 19-летними Билли Джин Моффитт (в будущем Кинг) и Кэрол Колдуэлл. В решающей игре финального матча они с Моффитт обыграли австралиек Маргарет Смит и Лесли Тёрнер со счётом 3-6, 13-11, 6-3, принеся сборной США первый в истории титул обладателей Кубка Федерации. Помимо этого, Хард пять раз защищала цвета сборной США в Кубке Уайтмен, одержав шесть побед в девяти играх в одиночном разряде и четыре победы в пяти играх в парном.
В начале 1964 года Дарлин Хард завершила любительскую игровую карьеру и стала работать тренером. Объясняя этот шаг, она рассказывала позже, что за свои семь побед на Уимблдоне, открытом тогда только для любителей, она получила в общей сложности около 200 долларов — столько же, сколько потом получала за день профессиональной работы в качестве тренера. Тренерской работой она занималась вплоть до 1981 года, проводя на корте ежедневно по 10 часов в день. В 1973 году её имя было внесено в списки Международного зала теннисной славы, а в 1997 году в списки Межвузовского зала славы тенниса. В 1977 году она вышла замуж за Ричарда Ваггонера. Брак вскоре распался, детей в нём не было. После того, как в 1981 году у Хард диагностировали раннюю стадию рака кожи, она отказалась от работы на открытом воздухе и перешла на административную должность в университете Южной Калифорнии.
Хард умерла 2 декабря 2021 года в Нортриджской больнице в Лос-Анджелесе после скоротечной болезни.

## Участие в финалах турниров Большого шлема за карьеру

### Одиночный разряд (7)

#### Победы (3)
| Год  | Турнир            | Покрытие | Соперница в финале | Счёт в финале   |
| ---- | ----------------- | -------- | ------------------ | --------------- |
| 1960 | Чемпионат Франции | Грунт    | Йола Рамирес       | 6-3, 6-4        |
| 1960 | Чемпионат США     | Трава    | Мария Буэно        | 6-4, 10-12, 6-4 |
| 1961 | Чемпионат США (2) | Трава    | Энн Хейдон         | 6-3, 6-4        |

#### Поражения (4)
| Год  | Турнир                  | Покрытие | Соперница в финале | Счёт в финале |
| ---- | ----------------------- | -------- | ------------------ | ------------- |
| 1957 | Уимблдонский турнир     | Трава    | Алтея Гибсон       | 3-6, 2-6      |
| 1958 | Чемпионат США           | Трава    | Алтея Гибсон       | 6-3, 1-6, 2-6 |
| 1959 | Уимблдонский турнир (2) | Трава    | Мария Буэно        | 4-6, 3-6      |
| 1962 | Чемпионат США (2)       | Трава    | Маргарет Смит      | 7-9, 4-6      |

### Женский парный разряд (18)

#### Победы (13)
| Год  | Турнир                     | Покрытие | Партнёр        | Соперницы в финале                     | Счёт в финале   |
| ---- | -------------------------- | -------- | -------------- | -------------------------------------- | --------------- |
| 1955 | Чемпионат Франции          | Грунт    | Беверли Флейц  | Ширли Блумер Патрисия Уорд             | 7-5, 6-8, 13-11 |
| 1957 | Чемпионат Франции (2)      | Грунт    | Ширли Блумер   | Йола Рамирес Роса Мария Рейес          | 7-5, 4-6, 7-5   |
| 1957 | Уимблдонский турнир        | Трава    | Алтея Гибсон   | Тельма Койн-Лонг Мэри Бевис-Хотон      | 6-1, 6-2        |
| 1958 | Чемпионат США              | Трава    | Джин Арт       | Мария Буэно Алтея Гибсон               | 2-6, 6-3, 6-4   |
| 1959 | Уимблдонский турнир (2)    | Трава    | Джин Арт       | Кристин Трумен Беверли Флейц           | 2-6, 6-2, 6-3   |
| 1959 | Чемпионат США (2)          | Трава    | Джин Арт       | Алтея Гибсон Салли Мур                 | 6-2, 6-3        |
| 1960 | Чемпионат Франции (3)      | Грунт    | Мария Буэно    | Патрисия Уорд Энн Хейдон               | 6-2, 7-5        |
| 1960 | Уимблдонский турнир (3)    | Трава    | Мария Буэно    | Сандра Рейнольдс Рене Схюрман          | 6-4, 6-0        |
| 1960 | Чемпионат США (3)          | Трава    | Мария Буэно    | Дейдра Катт Энн Хейдон                 | 6-1, 6-1        |
| 1961 | Чемпионат США (4)          | Трава    | Лесли Тёрнер   | Эдда Будинг Йола Рамирес               | 6-4, 5-7, 6-0   |
| 1962 | Чемпионат США (5)          | Трава    | Мария Буэно    | Билли Джин Моффитт Карен Хантзе-Сасман | 4-6, 6-3, 6-2   |
| 1963 | Уимблдонский турнир (4)    | Трава    | Мария Буэно    | Маргарет Смит Робин Эбберн             | 8-6, 9-7        |
| 1969 | Открытый чемпионат США (6) | Трава    | Франсуаза Дюрр | Маргарет Смит-Корт Вирджиния Уэйд      | 0-6, 6-4, 6-4   |

#### Поражения (5)
| Год  | Турнир                | Покрытие | Партнёр             | Соперницы в финале              | Счёт в финале  |
| ---- | --------------------- | -------- | ------------------- | ------------------------------- | -------------- |
| 1956 | Чемпионат Франции     | Грунт    | Дороти Хед-Ноуд     | Анджела Бакстон Алтея Гибсон    | 8-6, 6-8, 1-6  |
| 1957 | Чемпионат США         | Трава    | Алтея Гибсон        | Луиза Бро Маргарет Осборн-Дюпон | 2-6, 5-7       |
| 1961 | Чемпионат Франции (2) | Грунт    | Мария Буэно         | Сандра Рейнольдс Рене Схюрман   | без игры       |
| 1962 | Чемпионат Австралии   | Трава    | Мэри Картер-Рейтано | Маргарет Смит Робин Эбберн      | 4-6, 4-6       |
| 1963 | Чемпионат США (2)     | Трава    | Мария Буэно         | Маргарет Смит Робин Эбберн      | 6-4, 8-10, 3-6 |

### Смешанный парный разряд (10)

#### Победы (5)
| Год  | Турнир                  | Покрытие | Партнёр      | Соперники в финале        | Счёт в финале   |
| ---- | ----------------------- | -------- | ------------ | ------------------------- | --------------- |
| 1955 | Чемпионат Франции       | Грунт    | Гордон Форбс | Дженни Стейли Луис Айяла  | 5-7, 6-1, 6-2   |
| 1957 | Уимблдонский турнир     | Трава    | Мервин Роуз  | Алтея Гибсон Нил Фрейзер  | 6-4, 7-5        |
| 1959 | Уимблдонский турнир (2) | Трава    | Род Лейвер   | Мария Буэно Нил Фрейзер   | 6-4, 6-3        |
| 1960 | Уимблдонский турнир (3) | Трава    | Род Лейвер   | Мария Буэно Боб Хоу       | 13-11, 3-6, 8-6 |
| 1961 | Чемпионат Франции (2)   | Грунт    | Род Лейвер   | Вера Пужеёва Иржи Яворски | 6-0, 2-6, 6-3   |

#### Поражения (5)
| Год  | Турнир              | Покрытие | Партнёр        | Соперники в финале                | Счёт в финале |
| ---- | ------------------- | -------- | -------------- | --------------------------------- | ------------- |
| 1956 | Чемпионат США       | Трава    | Лью Хоуд       | Маргарет Осборн-Дюпон Кен Розуолл | 7-9, 1-6      |
| 1957 | Чемпионат США (2)   | Трава    | Боб Хоу        | Алтея Гибсон Курт Нильсен         | 3-6, 7-9      |
| 1961 | Чемпионат США (3)   | Трава    | Деннис Ралстон | Маргарет Смит Боб Марк            | без игры      |
| 1962 | Чемпионат Австралии | Трава    | Роджер Тейлор  | Лесли Тёрнер Фред Столл           | 3-6, 7-9      |
| 1963 | Уимблдонский турнир | Трава    | Боб Хьюитт     | Маргарет Смит Кен Флетчер         | 9-11, 4-6     |

## Участие в финалах Кубка Федерации (1)
Победа (1)
| Год  | Место проведения       | Покрытие | Состав                 | Соперницы                     | Счёт |
| ---- | ---------------------- | -------- | ---------------------- | ----------------------------- | ---- |
| 1963 | Лондон, Великобритания | Трава    | Б-Дж. Моффитт, Д. Хард | Австралия: М. Смит, Л. Тёрнер | 2:1  |